# Ромуло Отеро
Ромуло Отеро (ісп. Rómulo Otero; нар. 9 листопада 1992, Каракас) — венесуельський футболіст, півзахисник клубу «Насьйональ» (Монтевідео).
Виступав, зокрема, за клуб «Каракас», а також національну збірну Венесуели.

## Клубна кар'єра
Народився 9 листопада 1992 року в місті Каракас. Вихованець футбольної школи клубу «Каракас».
У професійному футболі дебютував 2010 року виступами за головну команду «Каракаса», в якій провів п'ять сезонів, взявши участь у 96 матчах чемпіонату.
До складу клубу «Уачіпато» приєднався 2015 року. Відтоді встиг відіграти за команду з Талькауано 21 матч в національному чемпіонаті.
19 липня 2016 року на правах оренди перейшов до клубу «Атлетіку Мінейру». 4 квітня 2017 року Ромуло підписав з клубом контракт до 2020 року.
28 травня 2018 року Отеро на правах оренди перейшов до клубу ««Аль-Вахда» (Мекка)».
24 серпня 2020 року також на правах оренди перейшов до клубу «Корінтіанс».
3 серпня 2021 року на правах вільного агента Ромуло перейшов до мексиканського клубу «Крус Асуль».
2 липня 2022 уклав однорічну угоду з командою «Форталеза».
25 березня 2023 року перейшов до команди «Аукас».
29 грудня 2023, Отеро підписав однорічну угоду з клубом «Сантус».
30 грудня 2024, Ромуло перейшов до клубу «Насьйональ» (Монтевідео).

## Виступи за збірну
2013 року дебютував в офіційних матчах у складі національної збірної Венесуели. Наразі провів у формі головної команди країни 49 матчів, забивши 6 голів.
У складі збірної був учасником Кубка Америки 2016 року у США.

### Голи в національній збірній
| №  | Дата              | Місце проведення                                  | Суперник | Гол | Результат | Турнір           |
| -- | ----------------- | ------------------------------------------------- | -------- | --- | --------- | ---------------- |
| 1. | 10 вересня 2013   | Хосе Антоніо Ансоатегі, Пуерто-ла-Крус, Венесуела | Перу     | 3–1 | 3–2       | Відбір ЧС 2014   |
| 2. | 5 березня 2014    | Олімпіко Метрополітано, Сан-Педро-Сула, Гондурас  | Гондурас | 1–1 | 2-1       | товариський матч |
| 3. | 24 березня 2016   | Національний стадіон, Ліма, Перу                  | Перу     | 1–0 | 2–2       | Відбір ЧС 2018   |
| 4. | 29 березня 2016   | Агустін Товар, Баринас, Венесуела                 | Чилі     | 1–0 | 1–4       | Відбір ЧС 2018   |
| 5. | 10 листопада 2016 | Монументаль де Матурін, Матурін, Венесуела        | Болівія  | 5–0 | 5–0       | Відбір ЧС 2018   |
| 6. | 23 березня 2017   | Монументаль де Матурін, Матурін, Венесуела        | Перу     | 2–0 | 2–2       | Відбір ЧС 2018   |

## Титули і досягнення
- Володар Кубка Венесуели: 2013/14
- Володар Суперкубка Уругваю: 2025